# Медальйон

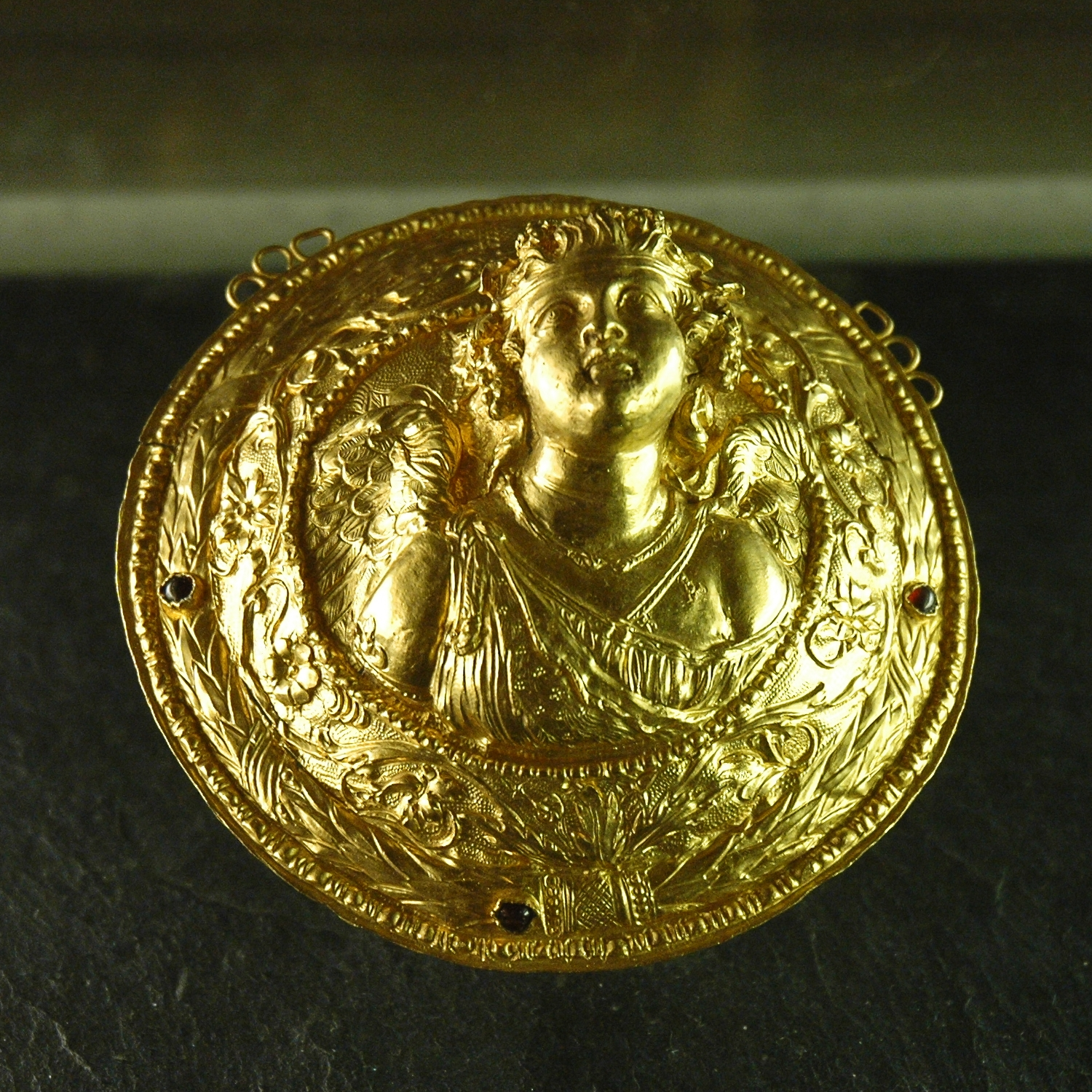

Медальйо́н (фр. médaillon, італ. medaglione, збільшувальне від medaglia — медаль) — прикраса круглої або овальної форми.
Своїм походженням медальйон зобов'язаний Стародавньому Риму, так там називали круглий диск, який вручали воєначальнику під час тріумфу. Він був схожий на велику золоту монету, але кріпився на ланцюжок і був багато прикрашений.

## Ювелірний виріб

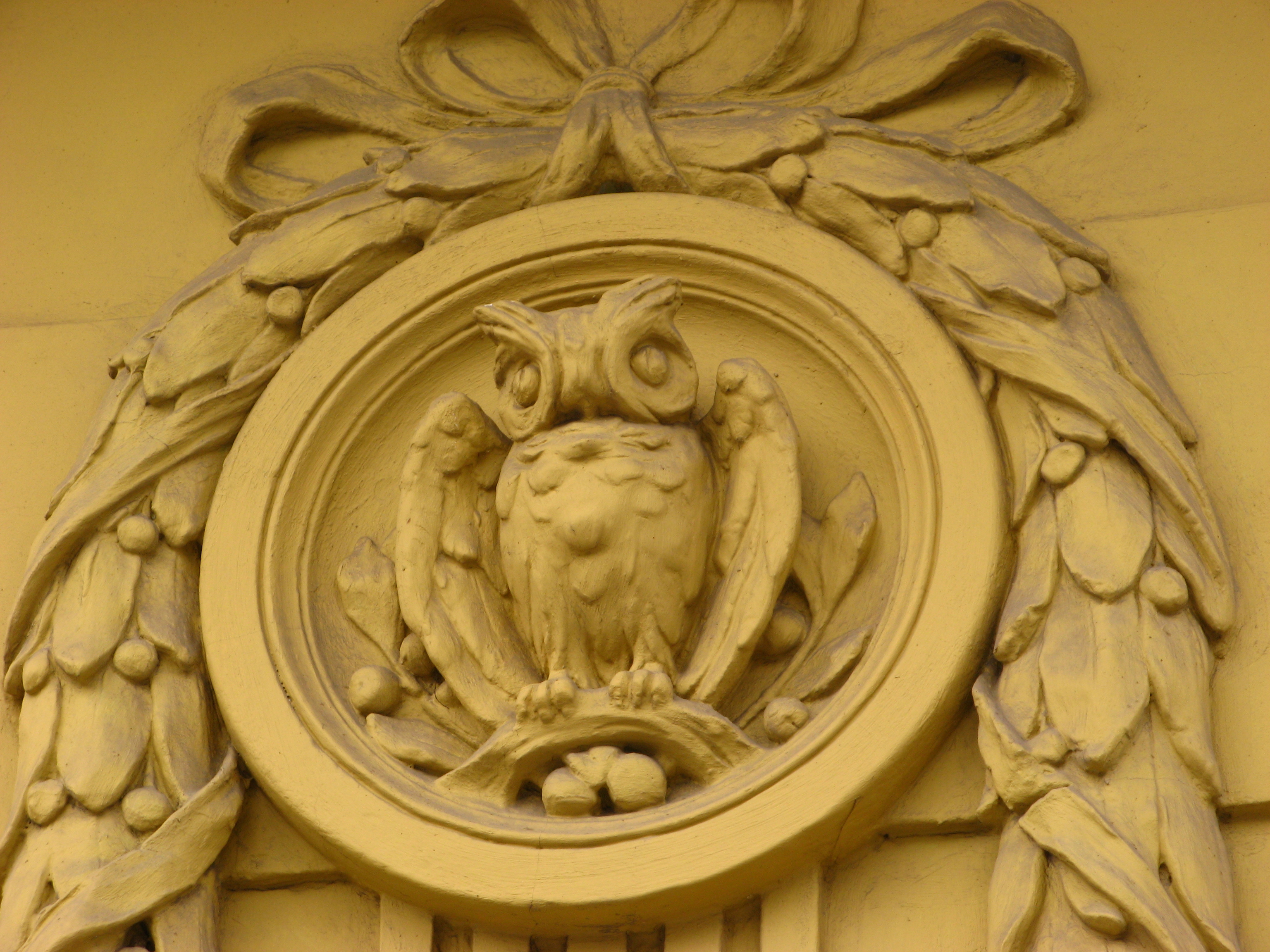
Медальйон «Сова» (Львів, вул. І. Франка, будинок № 66)

Робиться у вигляді круглої або овальної плоскої коробочки з ланцюжком або на шнурку. Усередині іноді поміщається мініатюрний портрет або реліквія. Носять медальйон, як правило, на шиї.

## Історія
Медальйони були особливо популярні в XVIII і першій половині XIX століть. Їх прикрашали мініатюрами, дорогоцінними каменями, гравірованим малюнком, сканню, зерню. Медальйони носили на кольоровій або чорній стрічці, вставляли в браслети.

## В архітектурі
Елемент прикраси — зображення (орнаментальна композиція, ліпний або різьблений рельєф, розпис, мозаїка, напис) в овальному або круглому обрамленні. Може також бути деталлю прикраси меблів.